# Dicropaltum alamosae
Dicropaltum alamosae är en tvåvingeart som beskrevs av Martin 1975. Dicropaltum alamosae ingår i släktet Dicropaltum och familjen rovflugor.
Artens utbredningsområde är New Mexico. Inga underarter finns listade i Catalogue of Life.